# Liste brasilianischer Hafenstädte
Diese Liste enthält brasilianische Hafenstädte, also Orte mit Häfen in Brasilien. Sie kann Häfen für die Fischerei, Handels-, Passagier- oder Kreuzfahrthäfen, Container-, Fährenterminals und Marinas entlang der Atlantikküste von Südamerika umfassen.

## Geographische Lage der Häfen

Geographische Lage der brasilianischen Häfen

## Liste
| Name                 | Gewässer                 | Hafenbetreiber/-behörde                          | Artikel zu den Häfen |
| Manaus               | Amazonas                 | Companhia Docas do Estado de Amazonia            | Manaus#Hafen         |
| Santarém (Pará)      | Amazonas                 | Companhia Docas do Estado de Pará                |                      |
| Santana              | Amazonas                 | Companhia Docas do Estado de Amapá               | Porto de Santana     |
| Macapá               | Amazonas                 | Companhia Docas do Estado de Amapá               |                      |
| Belém                | Rio Tocantins            | Companhia Docas do Estado de Pará                |                      |
| Vila do Conde (Pará) | Rio Tocantins            | Companhia Docas do Estado de Pará                |                      |
| São Luís             | Südatlantik              | Companhia Docas do Estado de Maranhão            |                      |
| Fortaleza            | Südatlantik              | Companhia Docas do Estado de Céara               |                      |
| Pecém                | Südatlantik              | Companhia Docas do Estado de Céara               |                      |
| Natal                | Südatlantik              | Companhia Docas do Estado de Rio Grande do Norte |                      |
| Cabedelo             | Südatlantik              | Companhia Docas do Estado de Paraíba             |                      |
| Recife               | Südatlantik              | Companhia Docas do Estado de Pernambuco          |                      |
| Suape                | Südatlantik              | Companhia Docas do Estado de Pernambuco          | Porto de Suape       |
| Maceió               | Südatlantik              | Companhia Docas do Estado de Alagoas             |                      |
| Aracaju              | Südatlantik              | Companhia Docas do Estado de Sergipe             |                      |
| Salvador da Bahia    | Südatlantik              | Companhia Docas do Estado da Bahia               |                      |
| Aratu                | Bahia de Todos os Santos | Companhia Docas do Estado da Bahia               |                      |
| Ilhéus               | Südatlantik              | Companhia Docas do Estado do Sul da Bahia        |                      |
| Vitória              | Südatlantik              | Companhia Docas do Estado do Espirito Santo      | ~                    |
| Tubarão              | Südatlantik              | Companhia Vale / Espírito Santo                  |                      |
| Macaé                | Südatlantik              | Companhia Docas do Estado do Rio de Janeiro      |                      |
| Rio de Janeiro       | Guanabara-Bucht          | Companhia Docas do Estado do Rio de Janeiro      |                      |
| Itaguai              | Südatlantik              | Companhia Docas do Estado do Rio de Janeiro      | Sepetiba             |
| Angra dos Reis       | Südatlantik              | Companhia Docas do Estado do Rio de Janeiro      | Angra dos Reis       |
| São Sebastião        | Südatlantik              | Companhia Docas do Estado de São Paulo           |                      |
| Santos               | Südatlantik              | Companhia Docas do Estado de São Paulo           | Santos#Hafen         |
| Paranaguá            | Südatlantik              | Companhia Docas do Estado de Paraná              |                      |
| Itapoá (SC)          | Südatlantik              | Companhia Docas do Estado de Santa Catarina      |                      |
| São Francisco do Sul | Südatlantik              | Companhia Docas do Estado de Santa Catarina      |                      |
| Navegantes           | Südatlantik              | Companhia Docas do Estado de Santa Catarina      |                      |
| Itajaí               | Südatlantik              | Companhia Docas do Estado de Santa Catarina      |                      |
| Imbituba             | Südatlantik              | Companhia Docas do Estado de Santa Catarina      |                      |
| Porto Alegre         | Lagoa dos Patos          | Companhia Docas do Estado de Rio Grande do Sul   |                      |
| Rio Grande           | Südatlantik              | Companhia Docas do Estado de Rio Grande do Sul   |                      |

## Umschlagsentwicklung der brasilianischen Häfen
| Periode     | Stückgut / tausend Tons | Massengut / tausend Tons | Flüssige Ladung / tausend Tons | Container in Einheiten 20' = TEU |
| 2012        | 45,1                    | 554,6                    | 217,5                          | 8,19 Millionen                   |
| 2013        | 44,0                    | 569,1                    | 219,9                          | 8,93 Millionen                   |
| Entwicklung | - 2,4 %                 | + 2,6 %                  | + 1,1 %                        | + 9,0 %                          |

Quelle: Verkehrsministerium von Brasilien (Ministério dos Transportes; seit 2016: Ministério dos Transportes, Portos e Aviação Civil)

## Filme
- Ombline de la Grandière, Nicolas Moncadas (Regie): Brasiliens Küsten. 2014, Frankreich, fünfteilige Dokumentationsreihe. Ca. 4 Stdn.[1]